# Bekers (tarot)

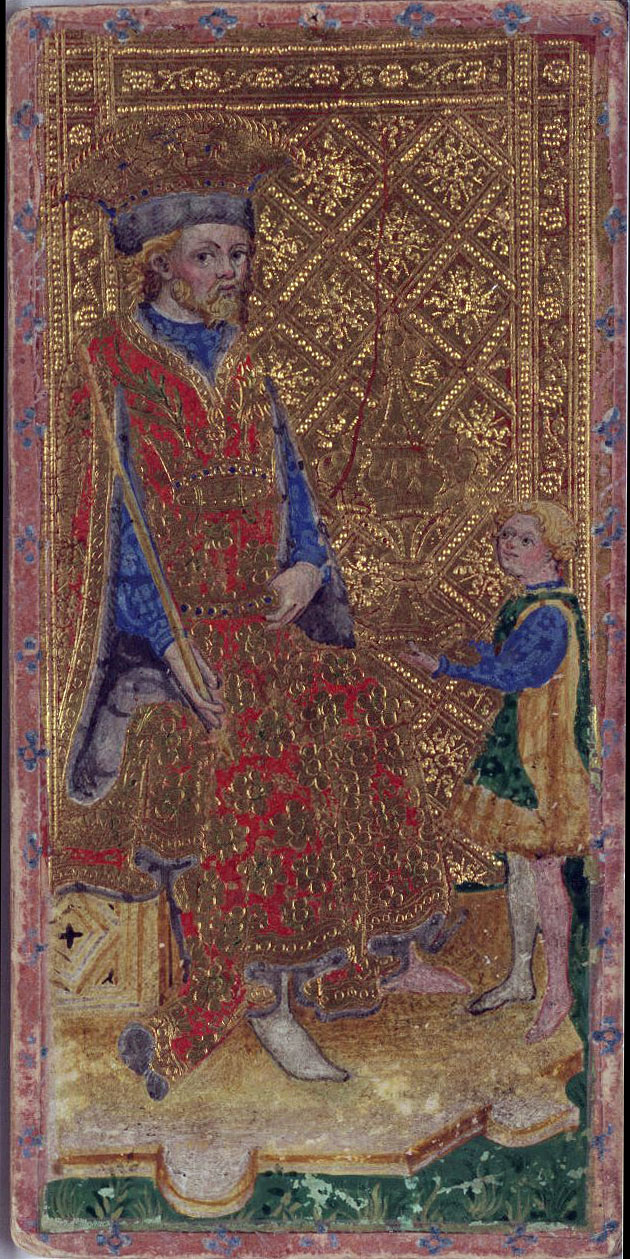
Koning van Bekers uit het deck van Visconti.

Bekers of Kelken is een van de kleuren op tarot-kaarten. Bekers komt overeen met Harten van de Anglo-Amerikaanse speelkaarten. Bekers staat voor de eerste staat: de geestelijken en komt overeen met het element water. Kwaliteiten waar Bekers voor staat is liefde, vriendschap, menselijke emoties, sensueel genot, verbinding of intuïtie.
Er bestaan verschillende systemen van interpretatie. Onder de meer traditionele systemen zijn de bekendste die van de Tarot van Marseille, en de interpretaties van de Golden Dawn zoals uitgewerkt door Gregor Mathers, en met variaties gevolgd door Arthur Edward Waite en Aleister Crowley. Hieronder volgt een voorbeeld van een meer psychologische duiding van de Bekers.
| Kaart                  | Kernwoorden |
| ---------------------- | --- |
| Aas van Bekers         | Diepere gevoelens, intimiteit, liefde, nieuwe romance.                                                                          |
| Twee van Bekers        | Aantrekkingskracht, connectie, relaties, partnerschap.                                                                          |
| Drie van Bekers        | Enthousiasme, teamgeest, viering, vriendschap.                                                                                  |
| Vier van Bekers        | Aarzeling, introspectie, twijfel.                                                                                               |
| Vijf van Bekers        | Emotionele verwarring, spijt, teleurstelling, verlies.                                                                          |
| Zes van Bekers         | Jeugd, nostalgie, onschuld, speelsheid.                                                                                         |
| Zeven van Bekers       | IJdele hoop, te veel keuzes, zelfingenomenheid.                                                                                 |
| Acht van Bekers        | Een andere richting inslaan, verdergaan.                                                                                        |
| Negen van Bekers       | Emotionele bevrediging, genot, sensualiteit, vervulling van dromen.                                                             |
| Tien van Bekers        | Belofte van meer, familiegeluk, harmonie, vrede, vreugde, veilige haven.                                                        |
| Schildknaap van Bekers | Romantische gevoelens, sensitiviteit, intimiteit.                                                                               |
| Ridder van Bekers      | Emotionele gevoeligheid, idealisering, romantische overdaad, temperamentvol, uitnodigen tot liefde, verliefd zijn op de liefde. |
| Koningin van Bekers    | Compassie, emotioneel bewustzijn, empathie, zachtaardig.                                                                        |
| Koning van Bekers      | Diplomatie, stabiliteit, steun, vrijgevigheid, wijsheid.                                                                        |